# Улу-Мухаммед
Улу-Мухамме́д хан (Улуг Мухаммед; 1405 — 1445, Казань) — средневековый государственный деятель, чингизид, хан Золотой Орды  до 1436 года (1419—1423, 1426—1426, 1428), затем Крыма (1437), основатель и первый хан Казанского ханства (1438—1445) и основоположник Касимовского ханства. Сын Ичкиле Хасан оглана, тукатимурид. Получил прозвище «Улу» — большой, в отличие от другого Мухаммеда, который звался «Кичи» — меньшой.
В начале 1420-х потерпел поражение от другого представителя тукатимуридов, Барака; в 1426 году с помощью великого князя Литовского Витовта вернул золотоордынский престол. Распространив свою власть на Крым, установил дружественные отношения с турецким султаном Мурадом II. Отправил посольство в Египет (1428—1429). В 1428—1432 вёл упорную борьбу за владение Улусом Джучи с представителями младшей ветви династии тукатимуридов.
В 1431 году на суд к Улу-Мухаммеду приезжали сын и внук Дмитрия Донского, претендовавшие на великокняжеское достоинство. Хан решил дело в пользу внука, Василия II Васильевича.

## Происхождение
В источниках приводятся противоречивые данные о происхождении Мухаммед-хана, в связи с чем среди историков существуют разногласия по поводу личности его отца.
Согласно Абулгази, происхождение Мухаммад-хана таково: «Имя младшего брата вышеупомянутого [Мухаммад-хана] Тулек-Тимур, его сын Хабине, его сын Хасан оглан, именуемый Ичкили Хасаном, его сын Мухаммад-хан». Таким образом, согласно ему, отцом Мухаммад-хана является Ичкиле Хасан.
По мнению других историков отцом Мухаммад-хана является Чагай. Абд ал-Гаффар Кырыми называет хана «Мухаммад бин Дж[а]гай оглан» В списке сочинения Кырыми, которым пользовался Луи-Матьё Лангле (англ.), отцом Мухаммад-хана назван один из близких родственников Тохтамыша Хасан Джефайи. Скорее всего, Лангле просто прочитал имя «Дж[а]гай» как «Джефайи». Халим Гирай передает это имя как «Джанай». Хасан Ортекин в работе «Родословная крымских ханов» читает его имя как «Джефаи».
В работе «Диван ал-инша» родословная Мухаммад-хана описана следующим образом: «…Мухаммад-хан, сын Хасана, сын ахи Токтамыш-хана…»
Согласно Мунаджжим-баши генеалогия Мухаммад-хана такова: «Султан Мухаммад-хан, сын Тимур-султана, сына Тимур-Кутлуга, сына Тимур-Мелика, сына Урус-хана». При этом историк перепутал Улу-Мухаммеда с Кичи-Мухаммедом. По Мунаджжим-баши, эти два Мухаммеда были родными братьями. До недавнего времени эта версия происхождения Мухаммад-хана принималась большинством историков. Её придерживались Шигабутдин Марджани (который, однако, в отличие от Мунаджжим-баши, принимал Мухаммад-хана за внука Урус-хана), Хади Атласи, Ахмед Зеки Валиди (позже он принял точку зрения Абулгази). Газиз Губайдуллин ограничился лишь упоминанием о том, что Мухаммад-хан произошел из династии Чингис-хана. Согласно Мурату Рамзи Улуг-Мухаммад-хан не являлся братом Кучук-Мухаммад-хана. Василий Смирнов к окончательному выводу не пришел.
Михаил Худяков считал, что Улуг-Мухаммад-хан является сыном хана Джелаледдина и внуком Тохтамыша.
На данный момент считается, что наиболее верной является генеалогия, переданная Абулгази, то есть отцом Улуг-Мухаммада, по всей вероятности, является Ичкиле Хасан, в то время как Кичи-Мухаммед является сыном хана Тимура.

## Борьба с Бараком за власть в Орде
Мухаммед-хан впервые предъявил свои претензии на престол Золотой Орды в 1419 году, к этому году относятся самые ранние из монет, выпущенных от его имени. По мнению Р. Ю. Почекаева, он пользовался поддержкой крымской знати, в первую очередь эмира Текие из рода Ширин. Он использовал момент анархии, наступившей после смерти Едигея. Выйдя из Крыма, он захватил власть в Волжской Булгарии и Хаджитархане и в 1420 году объявил себя ханом Золотой Орды. Известно, что, выдвинувшийся в Восточном Деште другой представитель тукатимуридов — Барак сын Койричака, пользовавшийся поддержкой многих представителей знати Синей орды, а также Улугбека и главное — Мансура, искал убежища у Улугбека от Мухаммеда-хана. По мнению историков Абд ар-Раззака и Мунаджжим-баши, это происходило в 1420 году.
В это время в восточном Деште при поддержке ногайских биев во главе со старшим сыном Едигея Мансуром власть захватил Хаджи-Мухаммед, также провозгласивший себя ханом Орды, но не пытавшийся захватить Поволжье. К тому же и в западной части Орды Улу-Мухаммеда поддерживали далеко не все. В оппозиции находились даже его двоюродные братья Худайдат сын Али, и Девлет-Берди сын Таш-Тимура. При поддержке мангытов Барак разбил Мухаммеда (1421—1422). В 1423 году, потерпев поражение от Барака, Мухаммед бежал в Волжско-Камскую Булгарию. Нашел прибежище в Литве у князя Витовта.

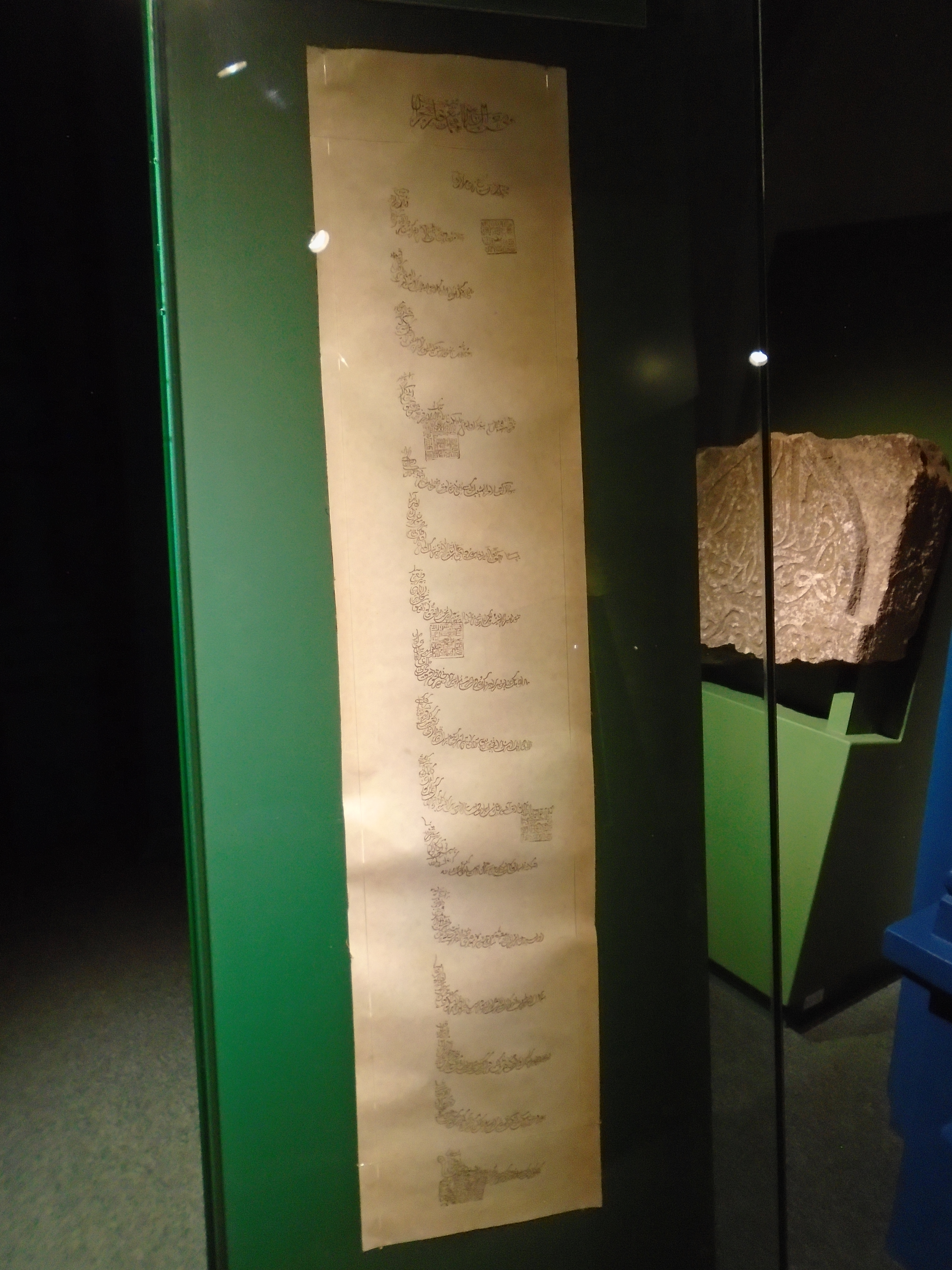
Письмо Мураду, 1428 г.

Пока Мухаммед был в Литве, борьбу против Барака начал его двоюродный брат Худайдат, также претендовавший на престол — он также был побеждён Бараком (1423), окончательно разгромлен войсками Витовта (1424) при налете на Одоевское княжество, и вероятно погиб, так как в дальнейшем его имя не упоминается. В этот момент Витовт оказал поддержку Мухаммеду, и тот овладел родным Крымом (1424). Выйдя из Крыма он легко овладел Хаджитарханом и наконец вступил в битву за Сарай-Берке. В 1426 году он смог одолеть Барака, который отступил на восток. В скором времени у Мухаммеда начался конфликт с Девлет-Берди, захватившим власть в Крыму. В 1427 году в поволжье вернулся Барак, который смог собраться с силами на востоке. Он захватил Сарай у Мухаммеда, но тот сохранил власть в Булгарии и Хаджитархане. В этот момент Девлет-Берди выступил из Крыма и напал на Барака, овладел Сараем и провозгласил себя ханом, но через три дня Барак вернулся и разгромил Девлет-Берди. Однако борьба с крымским царевичем видимо ослабила его. В этот момент Мухаммед напал на Барака и захватил Сарай.
Придя к власти, Мухаммед повел активную внешнюю политику. Он продолжал поддерживать дружественные отношения с Витовтом. Он направил дружественное послание турецкому султану Мураду II (14 марта 1428), в котором объявлял о своём воцарении, послал посольство к султану Египта Барсбаю (1429). Не получив ответа от Турции и от Египта, Мухаммед благожелательно принял послов германского императора.

## Борьба с Кичи Мухаммедом
Восстановить былое могущество Золотой Орды Мухаммеду не удалось. Земли к Востоку от Волги больше не подчинялись Орде. Около 1428 года появился новый конкурент в борьбе за трон, Мухаммед сын Тимур-хана. Чтобы избежать путаницы, современники прозвали правителя Орды Улу-Мухаммед (то есть «старший»), а его конкурента Кичи-Мухаммед, то есть младший. Кичи-Мухаммед пользовался поддержкой ногайских биев, сыновей Едигея и младших братьев Мансура, Гази и Науруса. Кроме того он имел много сторонников в Хаджитархане.

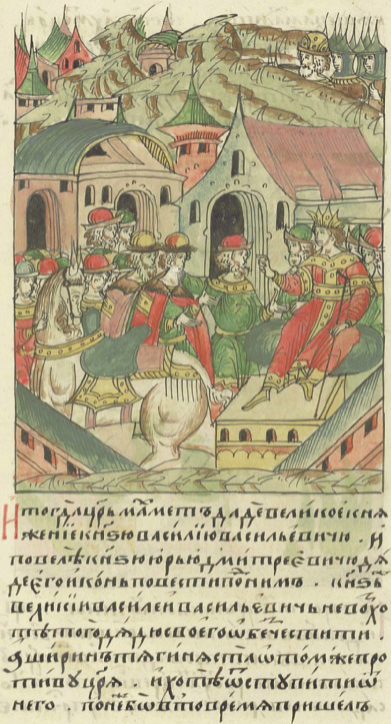
Улу-Мухаммед отдаёт великое княжениеВасилию II Тёмному

Погодные условия в Поволжье в эти годы были неблагоприятными, народ голодал, а правитель не обладал возможностью как-то его поддержать. В этих условиях многие переходили на сторону Кичи-Мухаммеда. Его победа была уже близка, но в этот момент из-за какой-то ссоры Кичи-Мухаммеда покинули ногайские бии. При этом Наурус-бий перешёл на сторону Улу-Мухаммеда со своими войсками, чем значительно усилил его. Улу-Мухаммед сделал его беклярбеком. В конце 1420-х—начале 1430-х власть Улу Мухаммеда была велика, и соседи именно его считали законным правителем Орды. Однако возвышение ногайского вождя вызвало негативную реакцию среди старых и заслуженных сторонников Улу Мухаммеда, Текие, предводителя рода Ширин, и Хайдара, главы рода Кунграт. Он причинил им ещё несколько обид, в итоге против него возник заговор.
Хайдар без ведома Улу-Мухаммеда совершил набег на Русь (1430) и обманом захватил в плен воеводу города Мценск Григория Протасьева. Мценск был тогда под властью Литвы, союзницы Улу-Мухаммеда, поэтому при возвращении из набега Хайдар получил гневный выговор, а Протасьев был отпущен с почётом и подарками.
В 1431 году к Улу-Мухаммеду явились для разрешения спора о великом княжении московский князь Василий II Темный и Юрий Дмитриевич Звенигородский. Текие гостеприимно принял Юрия, обещал ему поддержку и убеждал в положительном решении. Но интересы Василия представлял опытный дипломат Иван Дмитриевич Всеволожский. Он сумел сыграть на своеволии хана, выставляя на первый план, что хан волен в своём решении, тогда как его противники ссылались на завещание Дмитрия Донского. Против Юрия Дмитриевича сыграли и его дружеские контакты с Литвой, тогда как Всеволжский подчеркивал отсутствие самостоятельной политики у московского князя. В итоге спор был решен в пользу Василия, что подорвало авторитет Текие и вызвало его обиду.
Когда Кичи-Мухаммед начал активные действия против Улу-Мухаммеда (1432), Текие и Хайдар со своими войсками откочевали в Крым, где способствовали приходу к власти очередного претендента на ханский престол Сайид-Ахмада, сына Керимберды и внука Токтамыша.
Через два года после кончины Витовта (1430) в ВКЛ началась длительная борьба за власть между Свидригайло Ольгердовичем и Сигизмундом Кейстутовичем. Улу-Мухаммед поддерживал Свидригайло и неоднократно посылал ему войска[когда?]

, но тот заключил союз с Сайид Ахмадом. Тогда Улу Мухаммед попытался договориться с Сигизмундом, но тот, занятый междоусобной войной, помощи оказать не мог. Тогда Улу Мухаммед пошёл на переговоры с Кичи Мухаммедом. Он уступил ему Поволжье, сохранив свою власть в западной части, на окраинах Руси и в Северном Причерноморье. Кичи Мухаммед получил право владеть многократно разорённой столицей Сараем, но предпочёл пребывать в более благополучном Хаджитархане. На среднем Поволжье фактически уже оформилось независимое Казанское ханство во главе с Гияс ад-Дином. В 1434—1436 в бывшей Золотой Орде установился временный паритет трех ханов Улу Мухаммеда, Кичи Мухаммеда и Сайид Ахмада. В 1434 Василий II даже заплатил дань всем троим. Однако венецианский дипломат И. Барбаро, побывавший в это время в Орде, утверждал, что номинально главой считался Улу-Мухаммед.
В 1436—1437 равновесие нарушилось. Беклярбек Наурус, не поладив с Улу Мухаммедом, перешёл на сторону Кичи Мухаммеда. На Улу-Мухаммеда напал сначала Сайид Ахмад, а затем и Кичи Мухаммед, но не смог довести дело до конца: воспользовавшись его отсутствием, казанский правитель Гияс ад-Дин захватил Сарай, и Кичи Мухаммед вернулся для защиты своей номинальной столицы. Гийас ад-Дин удерживал город около месяца, но в итоге был побежден и вероятно убит.

## Война с Москвой и основание Казанского ханства

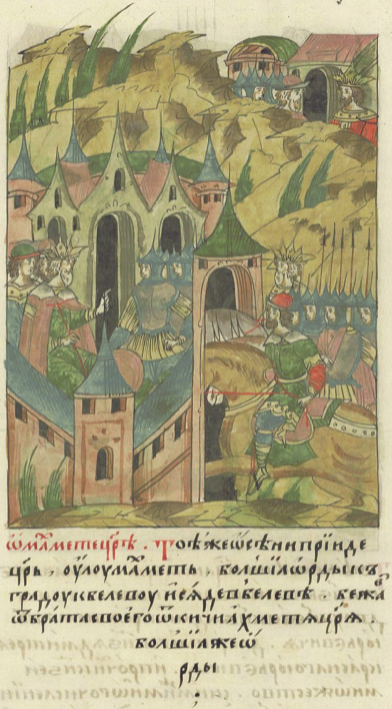
Улу-Мухаммед занимает Одоев

Улу-Мухаммед был низложен с престола в 1436 году Гияс ад-Дином и был вынужден удалиться в Крым. Однако вскоре он поссорился с местным эмиром Хайдаром, который призвал на помощь хана Сайид-Ахмада. Не надеясь устоять, Улу-Мухаммед с 3-тысячным войском покинул Крым и направился в пределы Руси, где занял приграничный город Белёв. В. Д. Дмитриев указывает, что у изгнанного из Золотой Орды хана Улу-Мухаммеда в 1438 году было войско численностью не 3 тысячи человек, а «не менее 40 тысяч татарских воинов». Князь Василий потребовал покинуть город и направил против него 40-тысячное (эта цифра считается чрезмерно завышенной) войско, но оно было наголову разбито (5 декабря 1437), для чего татары использовали несогласованность в русском войске и обман: нападение в решающий день произошло во время переговоров сторон.
Улу-Мухаммед не стал задерживаться на Руси, а направился в земли Булгарского вилайета Золотой Орды, в Казань.
Показательно, что Казанский летописец отмечает, «И шедше полемъ, перелезше Волгу, и засяде пустую Казань, Саиновъ юртъ. И мало въ граде живущихъ, и нача збиратися Срачиніи и Черемиса, развіе по улусамъ Казанскимъ, и раді ему быша, а изоставшися оть плена худыя Болгары молиша его, Казанцы, быти ему заступнику бедамъ ихъ, и помощника отъ насилія, воеванія Рускаго, и быти царству строителя, да не до конца запустеютъ, и повинушася ему. Царь же вселися въ жилище ихъ и постави себе древяны градъ крепокъ, на новомъ месте, крепчаеше старого, недалече отъ старыя Казани разоренныя отъ Рускія рати. И начаша збиратися ко царю мнози варвари отъ различныхъ странъ, ото Златыя Орды и отъ Асторохани, отъ Азуева и отъ Крыма».

Утвердившись в Среднем Поволжье, хан решил восстановить господство над русскими княжествами. Свои набеги на Русь хан начал весной 1439. Занял Нижний Новгород, он подступил к Москве и начал её осаду. Однако белокаменный Кремль так и остался неприступным. Улу-Мухаммед сжёг московские посады и отступил. На обратном пути он занял и сжёг Коломну.

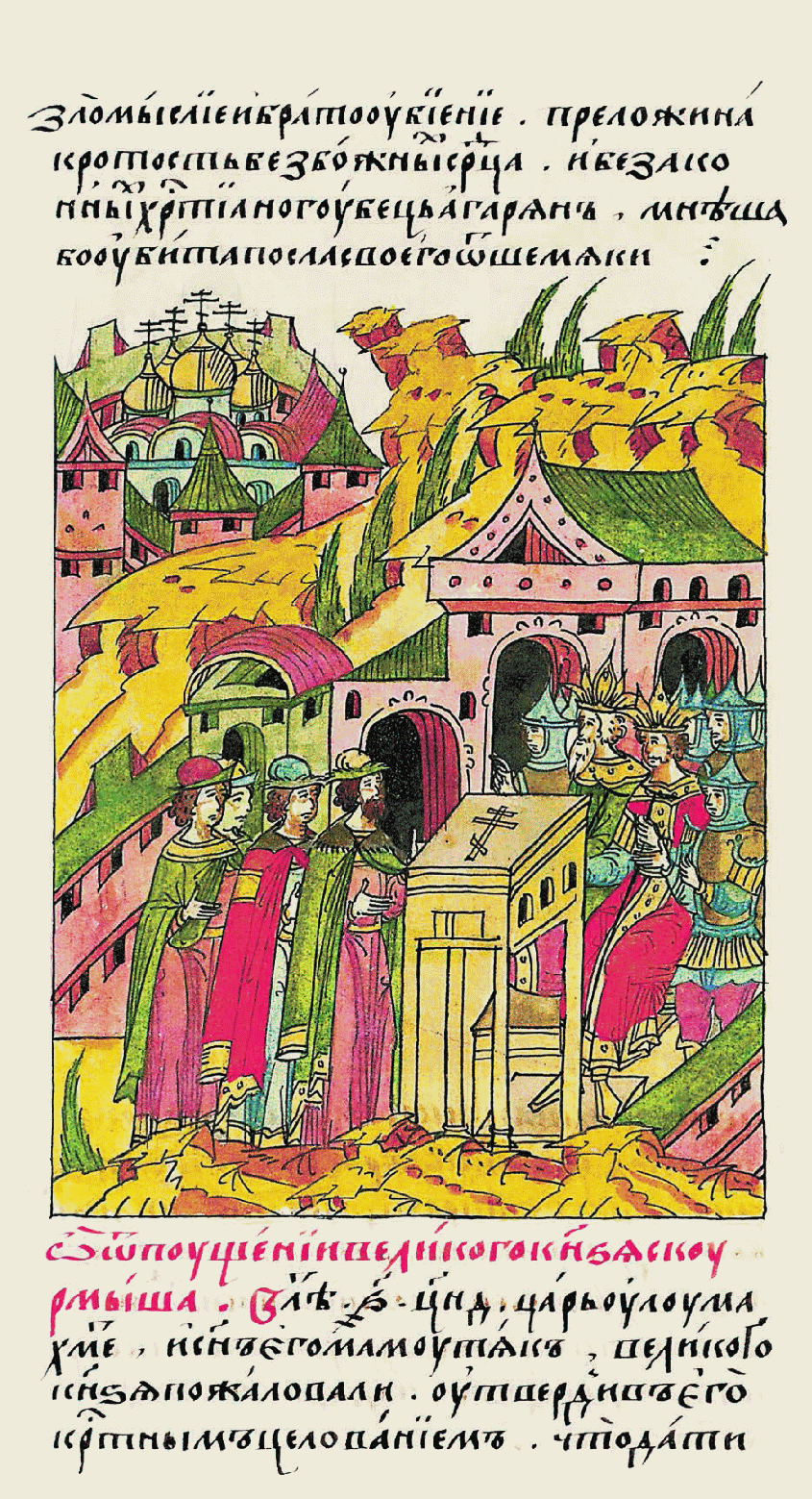
Пленный Василий Тёмный приносит клятву на распятии о выплате выкупа перед ханом

В 1444—1445 Улу-Мухаммед совершил ещё один поход против Москвы. Его мурзы опустошили восточные московские области. В ходе похода на Рязанское княжество погиб его сын Мустафа. Хан взял Нижний Новгород (1445) и оттуда пошёл на Муром. Василий II с объединёнными силами удельных князей двинулся против него, и Улу-Мухаммед вернулся в Нижний Новгород. В сражении 7 июля 1445 в окрестностях Суздаля москвичи были разбиты. Великий князь Василий и его двоюродный брат князь Михаил Верейский попали в плен, впервые и единожды в истории Московского княжества.
Василий был доставлен в Нижний, а позже в Курмыш, где был освобожден 1 октября, а Улу-Мухаммед вернулся в Казань. Точные условия его освобождения неизвестны, но для сбора огромной контрибуции в Москву прибыло 500 человек татар и многие города были отданы в кормление. С этим поражением Василия следует увязывать появление в пределах Московского княжества, в Мещёре Касимовского ханства, первым правителем которого стал сын Улу-Мухаммеда царевич Касим.
Улу-Мухаммед хан скончался вскоре после возвращения в Казань. Исследователь российской истории XV—XVI веков В. А. Волков считает, что хан был убит сыном Махмудом вместе с младшим братом Юсуфом в 1445 году. Ещё один его сын смог уйти к московскому князю Василию II, получив от него Городец-Мещерский, названный по его имени Касимовом.

## Сыновья
Известны следующие сыновья Улу-Мухаммед хана, царевичи: Махмуд (Махмутек), Якуб, Юсуф, Мустафа, Касим.

## Комментарии
1. ↑  В «Шеджере-и тюрк» это имя дано в форме «Хине» (Abulghasi Bahadur chani Historia Mongolorum et Tartarorum. – Casani, MDCCCXXV. – P. 100).
2. ↑  В. Г. Тизенгаузен перевёл это словосочетание как «сын брата Токтамыш-хана» (Сборник материалов, относящихся к истории Золотой Орды. — Т. I. — С. 409)